# Тошко Чело
Тошко Чело (словен. Toško Čelo) је насељено место у саставу градске општине Љубљана, Средњесловенска регија, Словенија.

## Историја
До територијалне реорганизације у Словенији била је у саставу града Љубљане, односно старе општине Шишка.

## Становништво
У попису становништва из 2021. године, Тошко Чело је имало 29 становника.
| Број становника према пописима | Број становника према пописима | Број становника према пописима | Број становника према пописима |
| ------------------------------ | ------------------------------ | ------------------------------ | ------------------------------ |
| 1991                           | 2002                           | 2011                           | 2021                           |
| 19                             | 22                             | 18                             | 29                             |

## Галерија
- распеће
- стуб